# Sargus claviventris
Sargus claviventris är en tvåvingeart som beskrevs av Camillo Rondani 1850. Sargus claviventris ingår i släktet Sargus och familjen vapenflugor.
Artens utbredningsområde är Venezuela. Inga underarter finns listade i Catalogue of Life.